# Digama feralba
Digama feralba là một loài bướm đêm thuộc phân họ Arctiinae, họ Erebidae.